# Ștefania Rareș
Ștefania Rareș (n. 28 octombrie 1943, Dumbrăveni, județul Botoșani, astăzi în județul Suceava) este o cântăreață română de muzică populară.

## Biografie
Ștefania Rareș s-a născut în luna octombrie a anului 1939, într-o familie numeroasă, cu opt copii.
A început să cânte în 1959, în Ansamblul „Ciprian Porumbescu”, din Suceava.

## Distincții
- Ordinul Meritul Cultural clasa a V-a (12 septembrie 1968) „pentru merite deosebite în activitatea muzicală”[4]
- Ordinul Național „Serviciul Credincios” clasa a III-a (29 noiembrie 2002) „pentru crearea și transmiterea cu talent și dăruire a unor opere literare semnificative pentru civilizația românească și universală”[3][5]

## Discografie
- Daca-i chef pai chef sa fie
- Hai la joc
- Ridicati paharul
- Juraminte juraminte
- Crasmarita crasmarita
- Hora radasenilor
- Cat de bun imi e barbatul